# Ильхам и Фариза
Ильхам и Фариза Аллахвердиевы (азерб. İlham və Fərizə Allahverdiyevlər) — азербайджанская семейная пара, ставшая 20 января 1990 года жертвой событий, известных как Чёрный январь. Похоронены на Аллее шахидов в Баку. День их свадьбы (30 июня) ежегодно отмечается в Азербайджане как неофициальный День влюблённых.

## Биография Ильхама и Фаризы
Ильхам Аждар оглы Аллахвердиев родился в 1962 году в городе Агдам. Первое образование получил в школе № 1, а позднее перешёл в школу № 54. Окончив школу, Ильхам прослужил в Советской армии, а после демобилизации начал работать на судоремонтном заводе в городе Баку (сегодня этот завод носит имя Ильхама Аллахвердиева). В стране шла перестройка, а в Баку проходили массовые демонстрации. Ильхам Аллахвердиев был одним из активных участников митингов, которые призывали бороться за независимость Азербайджана.
В это этот же период Ильхам, по настоянию родных, решается создать семью. Согласно азербайджанской традиции, невесту для Ильхама начинают искать родные. Однако Ильхам уже был влюблён в одноклассницу своей сестры, в Фаризу Чобан кызы Набиеву. С Фаризой они были соседями, и та так же питала определённые чувства к Ильхаму.
8 марта 1989 года было дано согласие родителей Фаризы на свадьбу, а уже 19 марта, в преддверии праздника Новруз состоялось обручение Ильхама и Фаризы. 11 июня 1989 года в ресторане «Солмаз» состоялась женская свадьба, а 30 июня в новом дворце счастья «Лейла» под свадебную музыку «Вагзалы» основная мужская свадьба. В начале января 1990 года завод, на котором работал Ильхам, дал семье новую квартиру, в которой Аллахвердиевы прожили всего одну ночь.

### Гибель
19 января 1990 года в Баку с целью подавления политической оппозиции вошли войска. Узнав о чрезвычайной ситуации в городе, Ильхам отвёз Фаризу в дом матери, а сам встретился со своим братом Эльханом в районе «Шамахинки». Вскоре он расстаётся с ним и вместе с друзьями отправляется в сторону шествия танков с целью дать отпор вошедшим в город солдатам.
Ильхам стал одним из первых жертв трагедии. Его тело было разорвано пулей со смещённым центpом тяжести. Однако, сколько всего пуль попало в Ильхама, неизвестно. Несмотря на то, что друзьям удалось отвезти Ильхама в близлежащую больницу, спасти его не удалось. После безуспешных поисков Ильхама его брат Эльхан вернулся домой, а наутро вместе с матерью вновь отправился на поиски брата. Позже он вспоминал:
Баку напоминал город, который пережил страшную войну. В районе круга, который сейчас называется «20 Января», мы увидели пятно крови. Мать неожиданно остановилась, посмотрела на это пятно крови, её сердце почувствовало неладное… Позже мы узнали, что именно в этом месте был убит Ильхам. Это была родная кровь.
Похоронили Ильхама Аллахвердиева на кладбище города Хырдалан. На следующий день жертв трагедии решили хоронить на территории Нагорного парка (ныне здесь расположена Аллея шахидов, где и похоронены жертвы Чёрного января).
Узнав о гибели мужа, Фаpиза пыталась покончить жизнь самоубийством. Первый раз она попыталась облить себя нефтью и поджечь, однако родные помешали этому и стали следить за Фаризой, которая окончательно решила уйти из жизни. В день перезахоронения Ильхама Фариза дождалась ночи, пока все уснут, затем разложила на полу их совместные фотографии с мужем, выпила уксус и начала писать предсмертную записку:
Не могу жить без Ильхама, прощайте, пусть никто не плачет. Без него моя жизнь не имеет смысла. Тем более что он…
Фариза скончалась, не успев завершить свою мысль. На момент смерти она была беременна.
Сначала пару хотели похоронить в одной могиле, однако затем похоронили в разных могилах, но рядом, лицом друг к другу. Между ними же положили охапку красных гвоздик.

## Память

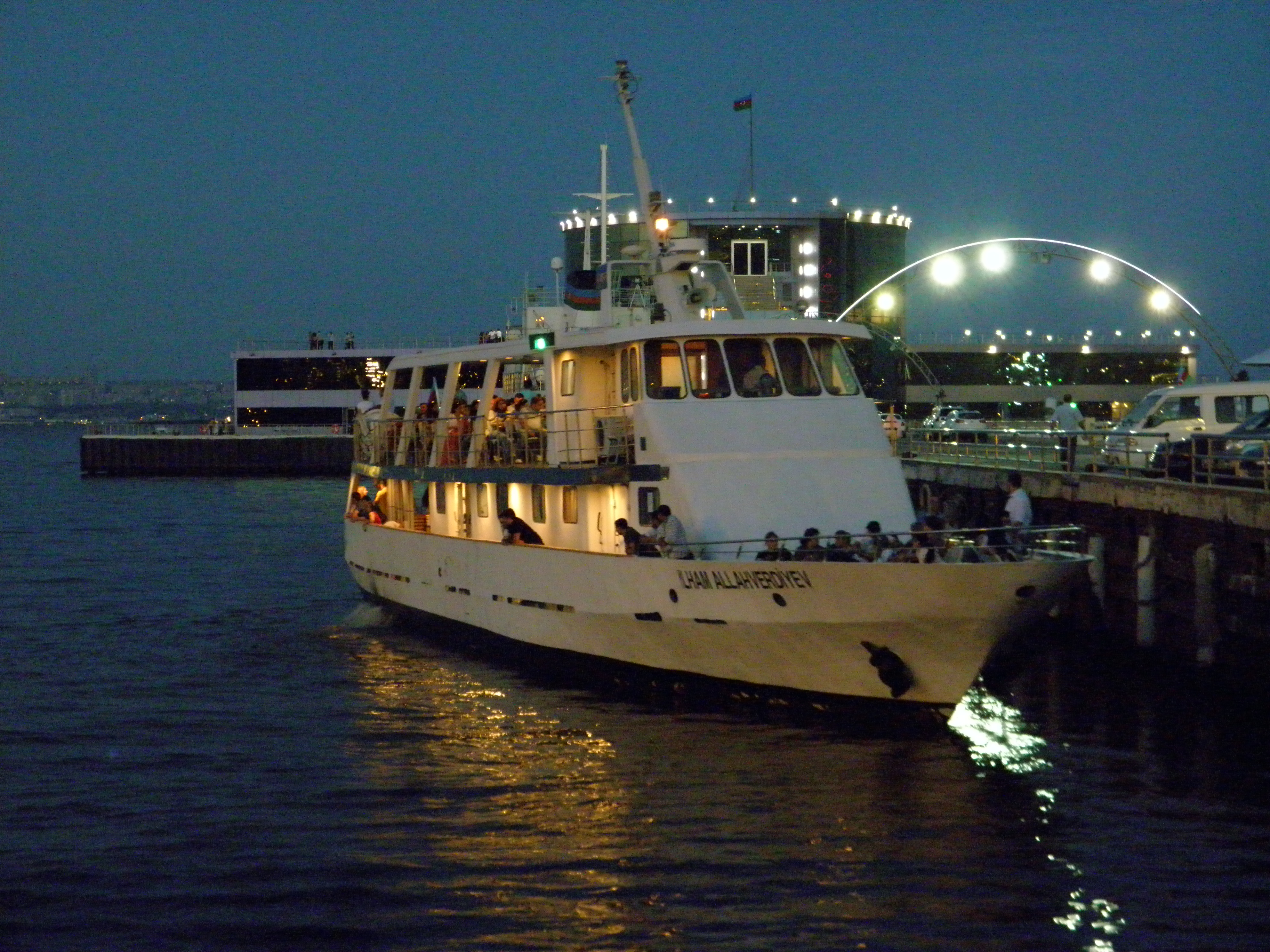
Судно «Ильхам Аллахвердиев» на пристани в Баку

- Судоремонтный завод, на котором некогда работал Ильхам Аллахвердиев, сегодня носит его имя[2][4].
- С 2004 года день свадьбы Ильхама и Фаризы, 30 июня, отмечается в Азербайджане как неофициальный День влюблённых[2].
- В 2010 году в Баку был установлен памятник в память о жертвах трагедии. Имена Ильхама и Фаризы вместе с именами ещё 145 жертв высечены на гранитном постаменте памятника золотыми буквами[5].
- В 2016 году брат Ильхама Аллахвердиева Эльхан передал в Музей независимости Азербайджана в Баку личные вещи Ильхама и Фаризы Аллахвердиевых, которые экспонировались в день трагедии[6].